# سهره گلی زیبای چینی
سهره گلی زیبای چینی (نام علمی: Carpodacus davidianus) یک گونه سهره راستین (تیرهٔ سهرگان (Fringillidae)) است. این یکی از گونه‌های سهره گلی است که ممکن است در سردهٔ Propasser باشد. در چین و مغولستان یافت می‌شود. زیستگاه‌های طبیعی آن درختچه‌زارهای معتدل و نیمه‌گرمسیری یا گرمسیری با ارتفاع زیاد است.